# Saw O
Cette page contient des caractères spéciaux ou non latins. S’ils s’affichent mal (▯, ?, etc.), consultez la page d’aide Unicode.
Saw O (birman စောအော, sɔ́ ʔɔ́ ; 1283–1323) fut le troisième souverain du Royaume d'Hanthawaddy, en Basse-Birmanie, d'avril 1311  à 1324. Saw O succéda à son oncle maternel Hkun Law, assassiné par le père de Saw O Min Bala en 1311. À sa montée sur le trône, Hanthawaddy était nominalement vassal du royaume de Sukhothaï. Il avait même épousé une fille du roi de Sukhothaï. Mais comme le pouvoir de ce royaume thaï déclinait, Saw O lui arracha le sud de la côte du Tenasserim.
Son règne fut globalement pacifique et prospère et la frontière nord du royaume resta tranquille. (Contrairement à la Basse-Birmanie mône, la Haute-Birmanie restait divisée entre plusieurs petits royaumes, dont aucun n'était assez puissant pour intervenir dans le sud.) Cependant le désir du roi de se rendre indépendant de Sukhothaï portait en germe des guerres futures.
Saw O mourut vers octobre 1324 et son frère Saw Zein lui succéda.

## Famille
Comme ses prédécesseurs, Saw O était à la fois d'ascendance shane et mône. (Il était au moins à un quart Shan, puisque sa mère Hnin U Yaing, sœur du roi Wareru, était demi-Shane. L'élément « Sao » de son nom est un titre honorifique shan.)
La princesse de Sukhothaï lui donna un fils Saw E (roi en 1331) et une fille.